# روبرت باتوريل
روبرت باتوريل (بالفرنسية: Robert Paturel)‏ مواليد 2 أغسطس 1952 في روي-مالميزون، هو ملاكم محترف فرنسي سابق. فاز بالبطولة الفرنسية للملاكمة ست مرات، وأصبح بطل أوروبا سنة 1984.

## إحصائيات
خاض خلال مسيرته 103 نزالا، فاز في 88 وتعادل في 4 وخسر في 11.

## وصلات خارجية
- روبرت باتوريل على موقع IMDb (الإنجليزية)
- روبرت باتوريل على موقع قاعدة بيانات الفيلم (الإنجليزية)

- الموقع الرسمي